# Crucifixion (Filippino Lippi)
Pour les articles homonymes, voir Crucifixion (homonymie).
La Crucifixion est une peinture a tempera sur tablette de bois de 31,2 × 23,5 cm réalisée par Filippino Lippi, probablement vers 1501 et conservée au Musée civique (it) de Prato.

## Histoire
L'œuvre, de petit format, est répertoriée à Berlin au début du XXe siècle. En 1928, elle est transmise à Fritz Rothmann et en 1933, elle est apportée à Florence par le marchand d'art Alessandro Contini-Bonacossi, qui la revend la même année à Simon Guggenheim à New York. En 1955, elle entre dans les collections du Musée d'Art de Denver, qui la met en vente le 27 janvier 2010 lors d'une vente aux enchères de Christie's, dans le but de reconstituer sa collection. À cette occasion, elle est achetée par la ville de Prato, peut-être pour qu'elle retourne dans la ville pour laquelle elle avait été peinte à l'origine. L'œuvre est exposée en 1939 à l'Exposition universelle de New York.

## Description et style
Jésus est représenté sur la Croix, avec un fond noir bordé d'or ; d'expression pathétique, elle fait penser à une œuvre de dévotion privée, à regarder de près. Une grande attention est accordée à la représentation anatomique du corps du Christ, vêtu d'un seul périzonium au drapé complexe et portant une auréole or et rouge.